# 罗伯津斯基定理
罗伯津斯基定理（Rybczynski theorem）於1955由波兰出生的英国经济学家塔德乌什·罗伯津斯基（Tadeusz Rybczynski，1923–1998）提出。这个理论说：如果相对商品价格恒定，生产要素的增长将導致密集使用该生产要素的行业的产出超出比例地增加，同时其他商品的产出的绝对值减少。
在国际贸易赫克歇爾-奧林模型的背景下，地区之间的开放贸易意味着地区之间的相对生产要素供给发生变化，这能够导致这些地区之间的产出的数量和种类都发生调整，这将使整个系统回归到生产投入的价格（比如工资）均等（国家之间均等，也就是生产要素价格相等的状态).

## 禀赋和产出之间的关系
罗伯津斯基理论展示了一个禀赋的变化如何影响全体就业时商品的产出。这个理论对于在赫克歇爾-奧林模型的背景下分析资本投资、移民的影响都非常有用。下图红线为劳动力限制，蓝线表示资本限制。假设最初的生产量在生产可能性曲线（PPF）上的点A处。
假设此时劳动力禀赋上升，则劳动力限制曲线外移，生产可能性曲线扩张至经过B点。劳动密集型产品的产量，例如服装，将能够从C1移动至C2；而资本密集型的产品产量，例如汽车，将会从S1滑落至S2。
总而言之，一国内某个要素的禀赋上升，则生产过程中密集使用这个要素的产品的产量会上升，而其他产品的产量会下降。

## 延伸閱讀
- Krugman, Paul; Obstfeld, Maurice. . . Boston: Addison Wesley. 2007: 67–92. ISBN 9780321493040.
- Rybczynski, T. M. . Economica. 1955, 22 (88): 336–341. doi:10.2307/2551188.